# Майнское сельское поселение
Майнское се́льское поселе́ние — муниципальное образование в Алексеевском районе Татарстана Российской Федерации.
Административный центр — село Верхняя Татарская Майна.

## История
Статус и границы сельского поселения установлены Законом Республики Татарстан от 31 января 2005 года № 11-ЗРТ «Об установлении границ территорий и статусе муниципального образования "Алексеевский муниципальный район" и муниципальных образований в его составе».

## Население
| 2010 | 2011 | 2012 | 2013 | 2014 | 2015 | 2016 |
| ---- | ---- | ---- | ---- | ---- | ---- | ---- |
| 941  | ↘937 | ↘933 | ↘927 | ↘915 | ↘887 | ↘878 |
| 2017 | 2018 |      |      |      |      |      |
| ↘876 | ↘848 |      |      |      |      |      |

## Состав сельского поселения
| № | Населённый пункт        | Тип населённого пункта       | Население |
| - | ----------------------- | ---------------------------- | --------- |
| 1 | Баганинского лесхоза    | посёлок                      |           |
| 2 | Верхняя Татарская Майна | село, административный центр |           |
| 3 | Горка                   | деревня                      |           |
| 4 | Чувашская Майна         | село                         |           |

## Известные люди
- Ткалич Мария Алексеевна (1918) - легендарный снайпер Великой Отечественной войны. В боях уничтожила 83 солдата и офицера противника. Награждена орденом Красной Звезды и орденом Славы 3-й степени.